# Longxin Xiang
Longxin Xiang (kinesiska: 龙新, 龙新乡) är en socken i Kina. Den ligger i provinsen Yunnan, i den sydvästra delen av landet, omkring 390 kilometer väster om provinshuvudstaden Kunming. Antalet invånare är 29 764. Befolkningen består av 13 755 kvinnor och 16 009 män. Barn under 15 år utgör 23,0 %, vuxna 15-64 år 67 %, och äldre över 65 år 8,0 %.
Genomsnittlig årsnederbörd är 1 368 millimeter. Den regnigaste månaden är juli, med i genomsnitt 357 mm nederbörd, och den torraste är januari, med 8 mm nederbörd.